# Lukaya
Lukaya – miasto w Ugandzie, w dystrykcie Kalungu.